# Castianeira fusconigra
Castianeira fusconigra är en spindelart som beskrevs av Lucien Berland 1922. Castianeira fusconigra ingår i släktet Castianeira och familjen flinkspindlar.
Artens utbredningsområde är Kenya. Inga underarter finns listade.